# فوميكو كونو
فوميكو كونو (باليابانية: 狐野扶実子؛ بالكانا: この ふみこ) هي طاهية يابانية، ولدت في 25 أغسطس 1969 في طوكيو في اليابان.

## وصلات خارجية
- الموقع الرسمي